# Majorka (usedlost)
Majorka je bývalá viniční usedlost nacházející se na adrese Podbabská 13/30 v Praze-Dejvicích. Své jméno získala po Eliáši Magaurovi z Greinfenalu, který zdejší vinice vlastnil v 17. století. Podle něj se usedlost jmenovala postupně Magourka, Makourka a dnes Majorka. Usedlost byla omezena stavbou železnice, v roce 1864 zde byla zřízena cihelna. Na přelomu 19. a 20. století zde fungovala továrna na obuv. Obytná budova pochází z konce 18. století. Dnes zde sídlí Ústav pro hydrodynamiku AV ČR. Usedlost je památkově chráněná.

## Historie

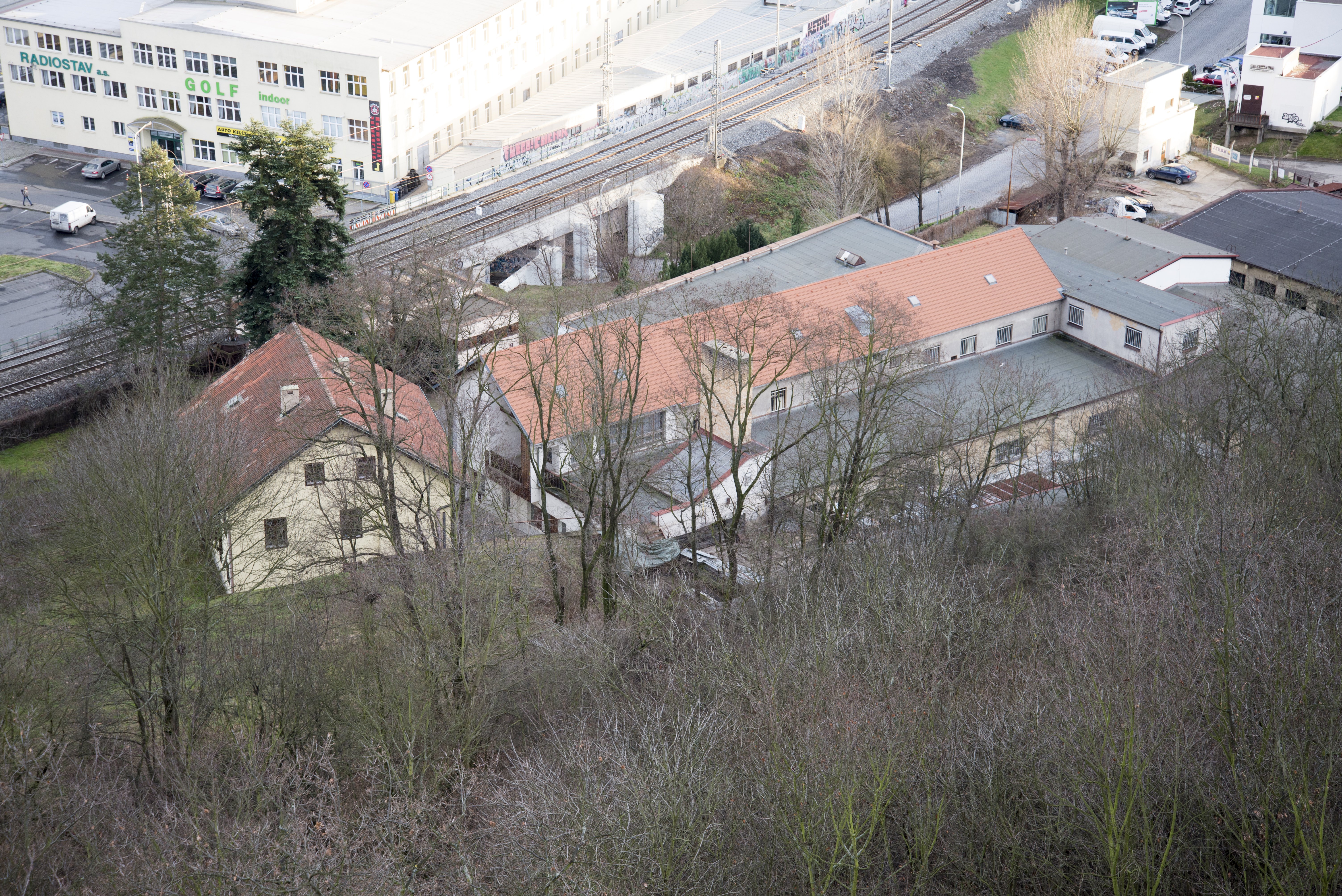
"Letecký" pohled na usedlost Majorka od zříceniny Baba

V roce 1572 malostranský měšťan Hanuš Denk spojil pět dříve samostatných menších vinic do jedné usedlosti, která měla tehdy rozlohu 14 strychů. V roce 1628 koupil usedlost Eliáš Magaur z Greifenau. Podle něho se usedlost jmenovala původně Magourka, postupně bylo jméno komoleno na Makourku a od počátku 20. století na Majorku. Historické záznamy z doby smrti Eliáše Magoura v roce 1659 uvádějí, že zde byl viniční lis. Vinice se poté staly majetkem děkana metropolitní kapituly, po roce 1707, kdy se stala majetkem dalšího preláta kapituly, který přikoupil další pole, takže v té době měla usedlost dvojnásobnou výměru. V roce 1716 nechal děkan Tobiáš Vojtěch Opitz vybudovat na Magource pozdně barokní kapli Neposkvrněného početí Panny Marie a vytvořil i nadační fond na její budoucí opravy ve výši 50 zlatých. Když byla usedlost prodávána v roce 1734, píše se v kupní smlouvě o 6 kravách, 3 úlech a také mešním rouchu a dvou kališích, víno se tu v té době již nepěstovalo. Od roku 1791 do roku 1864 měla Makourka stejného majitele jako Juliska.
V rámci výstavby Severní státní dráhy z Prahy do Drážďan v letech 1842-1851 byla část pozemků Majorky odkoupena pro tuto dráhu. Kolem roku 1860 byla díky svatovítskému arcijáhenovi Františku Dittrichovi opravena mariánská kaple na pozemku (vysvěcena byla 10. 10. 1886), koncem 19. století ji však noví majitelé nechali strhnout. V roce 1864 koupili Majorku podnikatelé, aby zde vybudovali cihelnu. Jejím výhradním majitelem se v roce 1869 stal Isidor Schmied, později ji koupil Antonín Klecanda. V roce 1916 se stali vlastníky Jan a Františka Reinerovi a Jiří a Anna Svagerovi a ti budovy nemovitosti adaptovali na továrnu na obuv. Autorem toto přestavby, stejně jako rozšíření továrny po
první světové válce je Ludvík Melzer. V budově bývalé cihelny je dnes sklad a výroba autobaterií, v bývalých obytných budovách dnes sídlí Ústav pro hydrodynamiku AV ČR. Od roku 1958 je nemovitost zapsána do seznamu nemovitých kulturních památek.